# 威秀电影
威秀电影公司（英語：Village Roadshow Pictures）是澳大利亚的一家电影公司，威秀娱乐集团的子公司。20世纪70年代开始在澳大利亚制作影片，90年代后期进军国际市场，与华纳兄弟和新线影业等公司合作，現是全球最大的電影和電視娛樂製作公司之一。在部分国际区域拥有版权的好莱坞电影多达68部，其中包括《快乐的大脚》、《大侦探福尔摩斯》、《黑客帝国》和《十一罗汉》等系列。